# 프세우도테리움
프세우도테리움(Pseudotherium)은 트라이아스기 후기 지금의 아르헨티나에 살았던 키노돈트이다. 프세우도테리움 아르젠티누스(P. argentinus)라는 한 종이 있다. 프세우도테리움의 화석은 2019년, 이스키구알라스토 빌라 유니온 분지(Ischigualasto-Villa Unión Basin)의 이스키구알라스토 지층(Ischigualasto Formation)에서 처음 발견되었다.